# Ленінградський рок-клуб
Ленінградський рок-клуб («Ленінградський клуб любителів музики») — концертна організація, перший і один з найвідоміших центрів рок-музики в Радянському Союзі. Він був розташований на вулиці Рубінштейна, 13 в Ленінграді (нині Санкт-Петербург ). Це офіційний «рок-клуб» членам якого дозволяли виступати.
Ленінградський рок-клуб не можна сприймати як щось подібне до сучасних клубів, — він представляв собою підрозділ офіційної організації для контролю над молоддю, а не об'єднання людей з спільними інтересами для розваг. Але тоді така організація була зустрінута з великою радістю, завдяки рок-клубу можна було легально слухати рок-музику в ті роки, коли саме слово "рок" вважалося нецензурним. Оскільки західні впливи викликали явну неприховану протидію керівництва СРСР, деякі види музики оголошувались ідеологічно ворожими чи ідеологічною диверсією, а жанри з більш легким ідейним навантаженням дозовано допускались до громадян, або, в центральній боротьбі, дуже часто створювався подібний радянський продукт.
Але ідея об'єднання рок-музикантів під одним дахом і раніше витала в повітрі. В даному випадку збіглися інтереси як музикантів, так і владних структур, у тому числі і всемогутнього Комітету держбезпеки. Цьому парадоксу є своє зрозуміле і логічне пояснення — так КДБ було простіше контролювати рок-рух, який набирав силу, незважаючи на всі заборони і перепони. Рокери ніколи не приховували, що їм доводилося контактувати з держбезпекою.
| | «Насамперед потрібно було вступити в рок-клуб. Без цього не можна було відвідувати безкоштовні рок-клубовські концерти в ЛДМСТ на Рубінштейна, 13. Членських квитків не було. Рада рок-клубу вела списки, по ним щосуботи о 12 годині в Білому залі проходили переклички — це називалося «загальними зборами». Ми стали членами рок-клубу усіма трьома змінами секції звукозапису: розділилися на рок-групи і повступали. Ніхто нашої музики в житті ні разу не чув. Хіба що потім, років через п'ять, щось стало доноситися із засобів масової інформації. Так що для мене рок-клуб — це просто школа. Школа спілкування з неформальною публікою, відмінною від тієї, до якої я звик, виховуючись у сім'ї відставного співробітника ГРУ». |
| — Олексій Вишня, музикант, співак, звукорежисер, народився в 1964-му, в рок-клубі з самого початку | |

Незважаючи на свої недоліки, рок-клуб дозволяв без особливих труднощів молодим гуртам реалізувати себе. Тому в період його існування йде друга хвиля активності в ленінградському року. З'являються відомі по всьому СРСР «Кіно», «Аукціон», «Зоопарк», «Пікнік», «Аліса» і інші групи.
Ленінградський рок-клуб був унікальним явищем в радянській культурі. Подібного об'єднання не було в жодній іншій країні. Це була спроба влади взяти під контроль революційну молодь, давши їй деякі привілеї, тим самим йдучи на компроміс. За прикладом Ленінградського рок-клубу такі об'єднання стали з'являтися і в інших містах СРСР, до кінця 80-х їх налічувалося близько 50, найбільшими з яких були в Ленінграді, Москві та Свердловську.
Єдиним джерелом, в якому описані всі музичні колективи того часу, є енциклопедія одного з експертів радянської і російської рок-музики — Андрія Бурлака. У ній можна зустріти такі групи як: «Автоматичні задоволювачі», «Бригадний підряд», «Втікач», «Буква О», «Вихід», «Час любити», «Два літаки», «Джонатан Лівінгстон», «Джунглі», «ігри», «Кава», «Мануфактура», «Нуль», «Поп-механіка», «Секрет», «Швидка допомога», «Дивні ігри», «Таємне голосування», «Тамбурін», «Телевізор», «Трилисник»і ін.

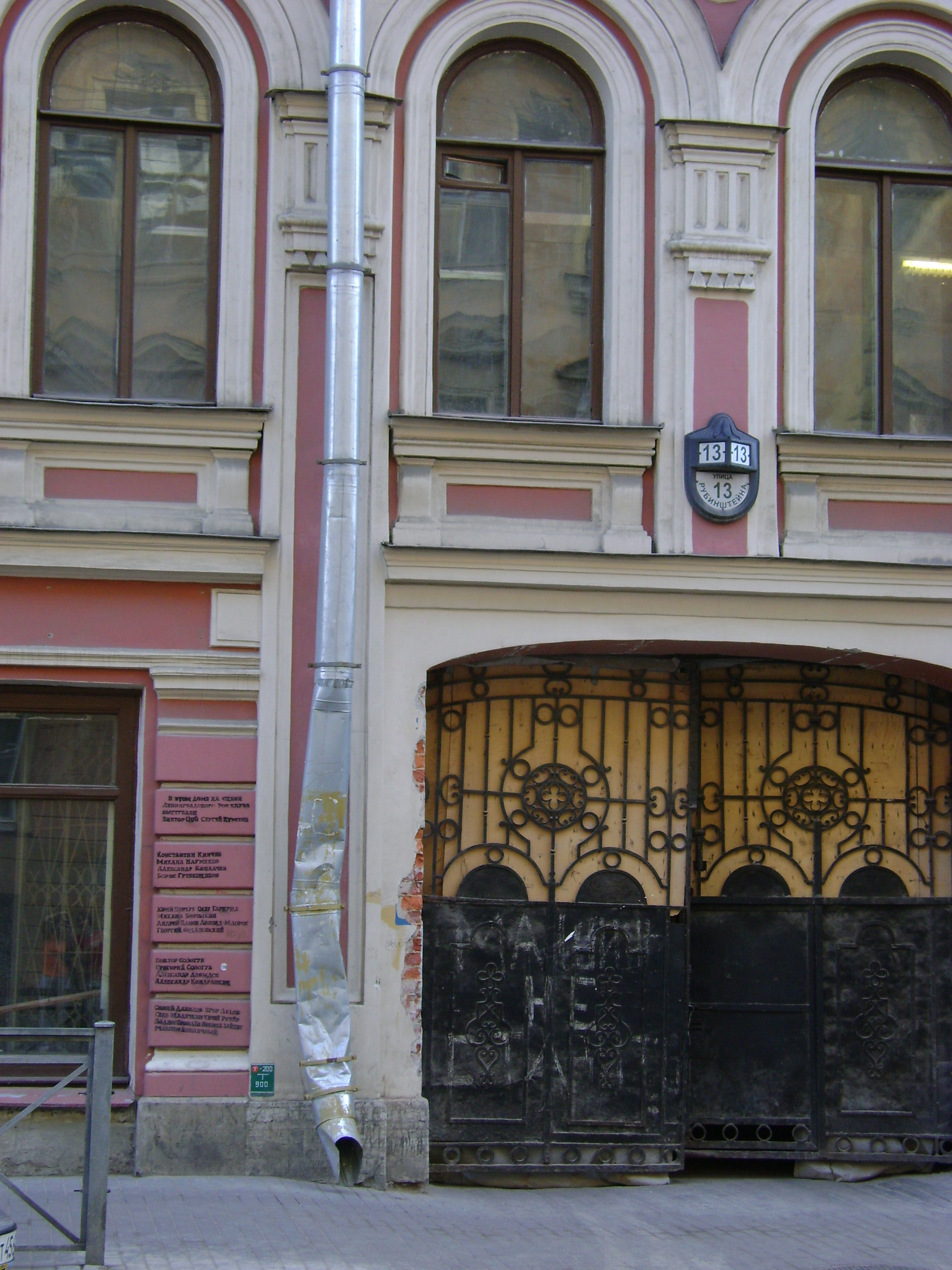
Будівля сьогодні

## Історія
У січні 1981 року в кабінеті директора «Ленінградського міжсоюзного будинку самодіяльної творчості» Анни Олександрівни Іванової зібралися на засідання відомі діячі ленінградського рок-руху, більшість з яких займалися організацією офіційних і підпільних концертів. Обраною на засіданні ініціативною групою було розроблено статут клубу, визначено його структуру, вирішено, хто може стати його членом. Структурно Ленінградський рок-клуб перебував під опікою обласного правління профспілок. Рок-клуб був заснований Комітетом державної безпеки за принципом партії, ідея полягала в тому, щоб зібрати всіх підозрілих осіб в одне місце, щоб легше було за ними було спостерігати.
|                              | «Тільки при мені було спроб п'ять або шість організувати щось на зразок рок-клубу, і всі ходили по міськкомам комсомолу і намагалися це пробити, оскільки без офіційної санкції просто розігнали б з міліцією, і все. Як це завжди і було. Зрештою, по-моєму, після сімнадцятої або вісімнадцятої спроби Комітет держбезпеки все-таки вирішив, що в одному місці за всіма буде легше доглядати. І через Будинок народної творчості все це дозволив. І ми це використовували». |
| — згадував Борис Гребенщиков | |

Звичайно, кінцеві важливі рішення приймалися представниками органів влади, і так аж до 1987 року; призові місця на фестивалях рок-клубу розподіляються вищим керівництвом, але і рок-громадськість брала участь у персональному розгляді справ своїх товаришів: вони голосували, кому варто дозволити, кого заборонити.
7 лютого 1981 в «Ленінградському міжсоюзному будинку самодіяльної творчості» відбулися перші загальні збори, в яких взяли участь музиканти — представники 14 рок-груп: «Аргонавти», «Акваріум», «Квітень», «Гуллівер», «Росіяни», «Дзеркало», «Технічна допомога», «Міфи», «Пикник», «День народження», «Джонатан Лівінгстон», «Патріархальна виставка», «Орнамент», «Диліжанс». Через місяць, 7 березня, в залі цього будинку відбулося відкриття клубу і перший концерт, в якому брали участь чотири групи.
Офіційно клуб виник за участі Андрія Тропілло («Мелодія») в Ленінграді по вул. Рубінштейна, 13 (СРСР). До відкриття ленінградського рок-клубу всі концерти проводились нелегально, а їх організація і участь в них загрожували реальним тюремним терміном. Урочисте відкриття рок-клубу відбулось 7 березня 1981 року. Відкриття проходило в будівлі Ленінградського будинку художньої самодіяльності і розпочалося з виступу групи «Міфи», після них виступали «Пікник», «Росіяни» і «Зеркало». Захід відвідала величезна кількість людей, у тому числі журналістів газети "Смена" та представники обкому. Зал, що містив у собі п'ятсот, чоловік був повністю заповнений.
На початку діяльності клубу в ньому було зареєстровано 32 колективи, концерти влаштовувалися не частіше разів на місяць, квитки на них не продавались, а також доступу до засобів масової інформації, до студій грамзапису, реклами теж не було. Однак, навіть без реклами, концерти збирали натовпи людей, багато стояли перед входом у клуб, сподіваючись потрапити всередину, але через відсутність квитків потрапити на концерт можна було тільки за знайомством.
Клуб був розташований недалеко від легендарного кафе «Сайгон» — кафе, де зустрічалося і збиралося все андеграундне суспільство Ленінграда.
Рок-клуб хоч і був якоюсь альтернативою радянському ладу, багато в чому копіював його риси. За спогадами музикантів, для того щоб без проблем стати членом клубу, потрібно було організувати для комісії хороший бенкет, «накрити поляну». Групи «Акваріум», «Зоопарк», «Пікнік», ДДТ, десятки інших рок-команд завдяки рок-клубу мали хоч якусь можливість виступати.
Оскільки клуб був офіційною організацією, то він мав свою структуру, своє керівництво, свій статут і правила. Президентом клубу був Геннадій Зайцев, під головуванням якого збиралися партійні збори, де обговорювалася діяльність груп, виносилися догани чи попередження за неприйнятну поведінку, проводилися заходи з зарахування чи виключення членів клубу, вирішували тертя з питань ідеології шляхом поіменного голосування. Другою людиною в клубі після Зайцева стала Татьяна Іванова, яка в підсумку зайняла його місце і почала керувати клубом. Після неї на місці президента був Микола Михайлов. У керівництво рок-клубу також входили всі відомі музиканти того часу, в різний час там були: Олексій Бурлака, Михайло Файнштейн, Володимир Рекшан та ін.
Назва «рок-клуб» з'явилась в 1982 році, коли президентом клубу став Микола Міхайлов.
Вступ до рок-клуб супроводжувався звичайними для тих часів процедурами. Необхідно було написати заяву, після чого група ставала кандидатом у члени клубу. Потім музикантів прослуховувала висока комісія, і тільки за її рішенням гурт чи музикант могли стати повноправними членами клубу. Для вступу в клуб потрібно було пройти перегляд журі та затвердити текст пісні, тобто залітувати їх. Віддруковані на машині тексти пісень рокери приносили в один з кабінетів Будинку народної творчості та віддавали їх на розгляд рок-цензорам, котрі вирішували чи дозволяти автору виконувати пісні чи ні. Виконання недозволених творів загрожувало винятком з рок-клубу, що створювало ряд труднощів у подальшому існуванні групи і викликало пильну увагу КДБ. У текстах пісень не повинні були згадуватися карткові ігри, алкогольні напої, наркотики, економічні проблеми й інше, що не відповідає ідеології побудови ідеального комуністичного суспільства. Тексти потрібно було принести у двох примірниках. В разі успішного результату, один екземпляр залишався в архіві цензорів, а на другий ставились печатка і підпис особи, котра затвердила до виконання. Цей екземпляр вручався автору, і його завжди потрібно було мати при собі під час концертів.
До мінусів рок-клубу належала і повна монополія на організацію концертів. За незаконно організовані концерти з клубу виключали, і втрата членства переводила музикантів з розряду «самодіяльних артистів» в розряд «ідеологічних диверсантів», «дармоїдів» і т.д. Групам доводилося ризикувати, тому що концерти, організовані клубом, не оплачувалися, а музиканти повинні були на щось існувати.
Андрій Бурлака, глава секції інформації рок-клубу (народився в 1955-му, в рок-клубі з самого початку) зазначає, що чисельність клубу ніколи не перевищувала трьох-чотирьох сотень людей, більшу частину яких становили учасники груп, які так нічого і не пред'явили:
|                           | «Причому це не завжди була їхня провина: на популярність груп впливали і талант лідера, і майстерність музикантів — вони здебільшого були гнітюче непрофесійні, — і вправність звукооператора, і жахливо низька якість апаратури, і кон'юнктура ринку, що вимагала від артистів вийняти з кишені горезвісну фігу. Сам клуб був необхідний доти, поки юридичний статус рок-групи як творчої одиниці був невизначеним. З початком перебудови популярність рок-клубу стрімко злетіла, а потім так само стрімко покотилася вниз, оскільки необхідність в ньому відпала: музиканти могли шукати і знаходити посередників для організації концертів і гастролей, обзаводилися своїми директорами, з'явилися всілякі МКЦ, кооперативи, театри-студії, які непогано справлялися з комерційним поширенням рок-музики. |
| — згадував Андрій Бурлака | |

## Влаштування рок-фестивалів
Клуб проводив звичайні рок-концерти, а також влаштовував щорічні рок-фестивалі, що було для багатьох єдиним шансом легально послухати улюблених виконавців. Для фестивалів клуб затверджував список учасників і програму концерту, також на кожному фестивалі були присутні журі конкурсу, яке обирало кращих виконавців, частково спираючись на думку глядачів.
Перший проведений рок-фестиваль відбувся в 1983 році в Ленінградському Палаці молоді і тривав три дні (13-16 травня). На фестивалі виступили декілька з кращих груп радянської рок-музики: «Акваріум», «Міфи», «Кіно», «Дивні ігри», «Телевізор» та ін. З п'ятдесяти груп, які були членами клубу, було вибрано чотирнадцять кращих, лауреатами з яких стали лише семеро.
Другий рок-фестиваль було проведено також навесні — в травні 1984 року, де відзначилися всі ті ж «Акваріум», «Тамбурін» і «Дивні ігри». Особливістю цього фестивалю стало те, що журі вирішило відмовитися від розподілу місць між музикантами, ними було обрано сім лауреатів конкурсу без будь-якого рангування.
Третій фестиваль пройшов в січні 1985 року.
В 1986 році пройшов наступний фестиваль. Проводився він вже в нормальній обстановці у Палаці культури «Невський» в п'ятиріччя Ленінградського рок-клубу.
П'ятий фестиваль клубу припав вже на час перебудови, коли була оголошена політика гласності, тому на фестивалі з'явилося багато нових і невідомих груп.
Шостий фестиваль рок-клубу проходив у вересні 1988 року і відзначився своєю масштабністю. На фестивалі відбулося 13 концертів, протягом яких виступило 92 групи з 22 міст СРСР, а також з Данії, Ісландії та Швеції. Основна маса груп належала до Ленінградського рок-клубу і незалежної рок-сцени Ленінграду.
Це був останній фестиваль рок-клубу, проведений з таким розмахом. Згодом діяльність клубу стала згасати і групи були зайняті в основному своєю творчістю. В країну прийшла повна свобода слова, дій, тому музичні колективи перестали потребувати такої організації, як Ленінградський рок-клуб, що призвело до його закриття на початку 90-х років.